# 诺韦拉什
诺韦拉什是葡萄牙波尔图区的一个堂区。总面积3.03平方公里，总人口1691人，人口密度558.1人/平方公里。